# El universo sobre mí
El universo sobre mí és el single de llançament del disc Pájaros en la cabeza, del grup Amaral. Es va llançar al març del 2005.

## Single
Els autors de la lletra i música són Eva Amaral i Juan Aguirre. El single va ser produït per Cameron Jenkins de la discogràfica EMI. La cançó que conté és extreta de l'àlbum amb una duració de 4:08. A més, inclou una versió acústica de No soy como tú.
A la caràtula del single apareixen dos ninots que representen ser Eva i Juan sobre un fons de cel blau, que també apareix a la contraportada. Aquesta imatge; però, no surt al videoclip de la cançó.

## Lletra
La lletra de la cançó fa referència al desencant que hi ha al final d'una relació que s'ha allargat massa des de fa temps. La protagonista parla de la necessitat de trobar a algú que la comprengui i l'acompanyi. En certa manera busca la seva identitat, viure de nou plenament; tal com fa referència la tonada.

## Videoclip
Aquesta cançó en el videoclip surten dues parts, una que molt fúnebre i l'altra que és una paranoia colorista.
En la part fúnebre estan tota l'estona dins d'una habitació petita, els components es troben asseguts, quiets; hi ha manca de moviment. Correspon al cos de la cançó, que és més aviat lent i suau.
En l'altra part alegre estan en l'aire lliure, hi ha colors molt vibrants, espai obert amb un horitzó llunyà. De fons es veuen arcs de Sant Martí i altaveus gegants. Al prat es troben tots els músics que interpreten de peu. Hi ha més moviment i la cançó és més animada i amb més volum. És la tonada de la cançó.
Entre aquestes dues parts, hi ha una mena de transició on apareix una paret del mateix color que l'habitació petita. Sobre aquesta paret hi ha uns quadres amb fotos i coses velles que es van movent. Així, la imatge és fosca però guanya moviment.

## Gira
Aquesta cançó va tenir un paper principal en la gira de Pájaros en la cabeza, sempre es tocava al principi dels concerts. Des d'aquell any aquesta cançó va obtenir tal fama que ha estat sempre present en totes les gires de Amaral, tot i que ja no s'interpreta al principi sinó enmig del concert, posant al principi les cançons del nou disc que haguessin tret aquell any.

## Miscel·lània
La cançó El universo sobre mí és un dels temes més reconeguts i representatius de la banda. Per aquesta raó la cançó ha aparegut en altres formats a més de l'àlbum Pájaros en la cabeza.
El videojoc de karaoke SingStar grandes éxitos per la plataforma PlayStation 3, que conté cançons de pop rock espanyol des dels anys 50 fins a l'actualitat té inclosa aquesta cançó.
També existeix un llibre de partitures per a piano, veu i guitarra de grans èxits de Amaral on es pot trobar El universo sobre mí.